# Enzo Molebe
Enzo Anthony Honoré Molebe (* 18. September 2007 in Décines-Charpieu) ist ein französisch-kongolesischer Fußballspieler, der bei Olympique Lyon in der Ligue 1 spielt.

## Karriere

### Verein
Molebe begann seine fußballerische Ausbildung im Oktober 2012 im Alter von fünf Jahren beim RC Arpajonnais. Nach fast drei Jahren dort wechselte er in die Jugendakademie des Paris FC. In der Spielzeit 2019/20 spielte er in der Jugend des AC Boulogne-Billancourt. Im Sommer 2020 wechselte er schließlich in das Nachwuchsleistungszentrum von Olympique Lyon. In der Spielzeit 2021/22 schoss Molebe bereits zwölf Tore in 23 B-Junioren-Ligaspielen. 2022/23 schoss er dort 20 Tore in lediglich 16 Partien und lief auch schon einige Male für die A-Junioren in der Coupe Gambardella auf. In der Saison 2023/24 spielte er sowohl für das U17-Team, als auch für die U19-Mannschaft. Daraufhin unterzeichnete er im Juni 2024 seinen ersten Profivertrag bei OL mit einer Laufzeit bis 2027. Nach weiteren Partien in der Jugend und für die fünftklassige Zweitmannschaft, debütierte Molebe am 28. November 2024 (5. Spieltag) in der UEFA Europa League nach Einwechslung gegen Qarabağ Ağdam für die Profimannschaft.

### Nationalmannschaft
Molebe spielte bisher für diverse französische Juniorennationalmannschaften. Im Jahr 2023 erzielte er für das U16-Team neun Tore in zehn Spielen. Mit der U17-Nationalmannschaft nahm er an der U17-EM 2024 teil. Er bestritt alle drei Gruppenspiele und traf zweimal.